# Lâu đài Eugensberg

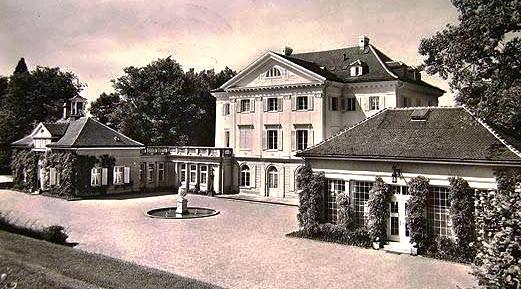
Lâu đài Eugensberg

Lâu đài Eugensberg là một lâu đài ở đô thị Salenstein thuộc bang Thurgau của Thụy Sĩ. Đây là một di sản có ý nghĩa quốc gia của Thụy Sĩ.